# Sphaerodoropsis fauchaldi
Sphaerodoropsis fauchaldi är en ringmaskart som beskrevs av Hartmann-Schröder 1979. Sphaerodoropsis fauchaldi ingår i släktet Sphaerodoropsis och familjen Sphaerodoridae. Inga underarter finns listade i Catalogue of Life.